# Palazzetto Stern

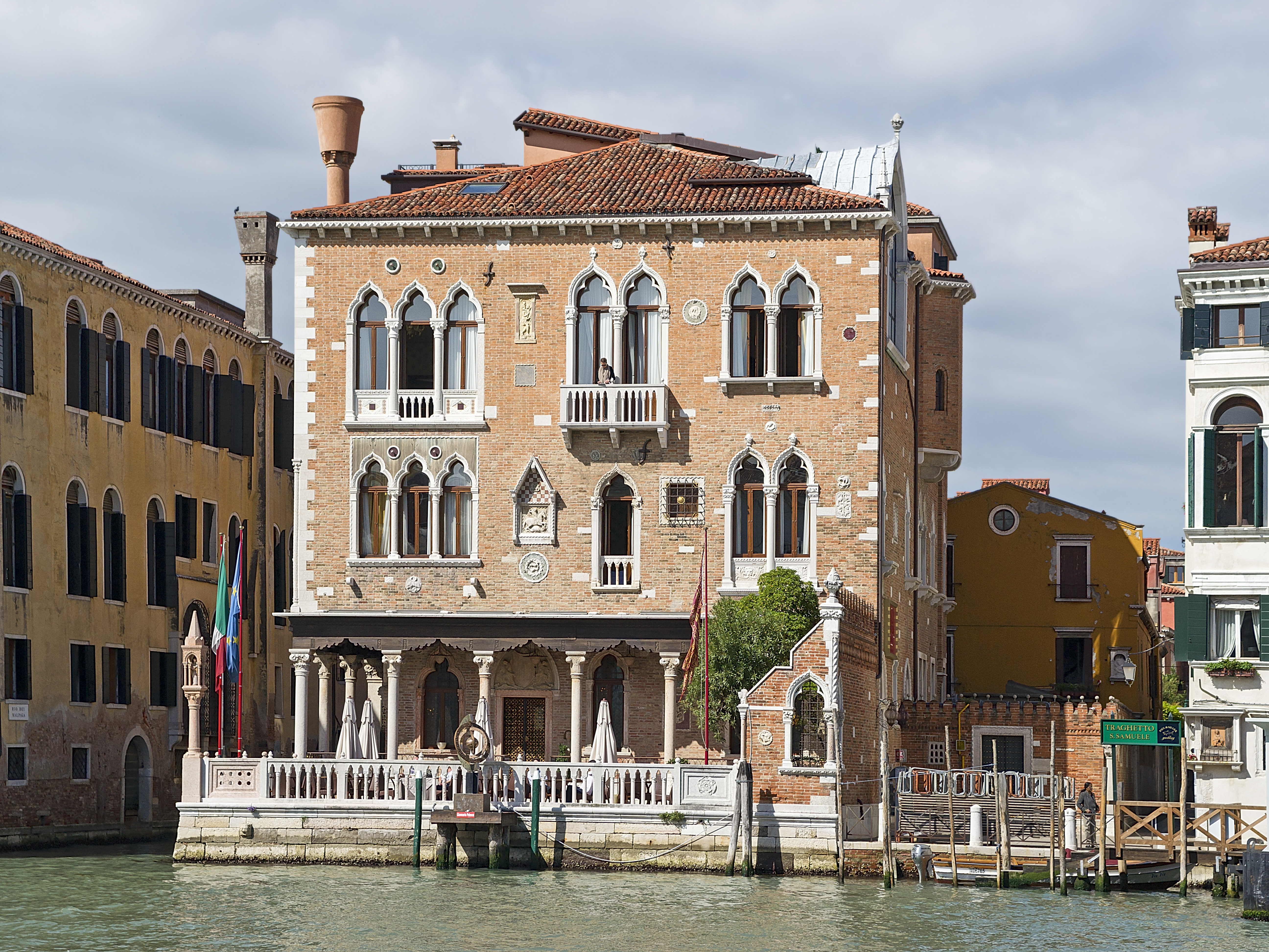
Palazzetto Stern: Fassade zum Canal Grande

Palazzetto Stern ist ein Palast in Venedig in der italienischen Region Venetien. Er liegt im Sestiere Dorsoduro mit Blick auf den Canal Grande zwischen dem Palazzo Contarini Michiel a San Barnaba und dem Palazzo Moro a San Barnaba, gegenüber dem Palazzo Grassi.

## Geschichte
Das Gebäude, das heute Palazzetto Stern genannt wird, hat sehr alte Ursprünge. Das ursprüngliche, venezianisch-byzantinische, zweistöckige Bauwerk wurde im 15. Jahrhundert im Auftrag der Familie Malpaga errichtet. Nachdem es über die Jahrhunderte stark verfallen war, kaufte die Familie Stern es in den ersten Jahren des 20. Jahrhunderts und entschied sich, es von Grund auf zu renovieren und zu ergänzen. So beauftragte Ernesta de Hierschel Stern (1854–1926), Tante von Lionello de Hierschel Minerbi, der von 1906 bis 1935 Eigentümer des Ca’ Rezzonico war, in den Jahren 1909–1912 den Architekten Giuseppe Berti und vor allem den Architekten und Dekorateur Raffaele Mainella mit dem Abschluss des Projektes, womit sie die heutige Ansicht des Gebäudes bestimmte, dem sie den Namen ihres Gatten, dem französischen Bankier Louis Stern (1840–1900) gab. Die beiden Kunsthandwerker nutzten für den Umbau und die Erweiterung des schon existierenden Gebäudes alte Materialien. Heute ist das Gebäude, das als privates Wohnhaus entstand, nach einer sorgfältigen Restaurierung in ein Luxushotel umgewandelt.

## Beschreibung
Der Palazzetto Stern ist ein elegantes Beispiel neugotischer Architektur, die zur Poesie passt, die in diesen Jahren den Bau von Gebäuden, wie dem Casa dei Tre Oci (von Mario de Maria) und der Villa Hériot (auch von Raffaele Mainella), beide auf der Insel Giudecca, bestimmte.
Von außen ist der Palast ein Anklang an die venezianische Gotik, vermittelt von der Avantgarde, die sich in den ersten Jahren des 20. Jahrhunderts etabliert hatte, und auch von Stern, der in der Welt des Kunstsammelns aktiv war, nach Venedig gebracht wurde: Um eine Etage über dem alten Gebäude aufgestockt zeigt sich der Palazzetto Stern mit rundum dekorierten Fassaden. Dennoch richtete man das größte Augenmerk auf die Fassade zum Canal Grande, die sich asymmetrisch präsentiert: Das Erdgeschoss öffnet sich auf eine Terrasse mit Blick auf den Kanal und neugotischen Balustern, an die sich eine Vorhalle anschließt, die in ihren hölzernen Architraven, die von gotischen Säulen gestützt werden, Kielbogenmotive zeigt; unter der Vorhalle zeigen sich Dreipass-Einzelfenster und nach links aus der Mitte verschoben das Portal mit einem großen Halbrelief aus Marmor darüber.
Die beiden Hauptgeschosse folgen einer ähnlichen Fensteraufteilung: links ein Dreifach-Dreipassfenster und rechts ein doppeltes Dreipassfenster. Die Unterschiede liegen in der Mitte, wo sich im ersten Hauptgeschoss ein Einzelfenster befindet, während das zweite Hauptgeschoss ein weiteres Doppelfenster mit vorspringendem Balkon und Balustern zeigt. Zusätzlich sind auf der Fassade Formellen und Halbreliefe angebracht, von denen eines, das größer als die anderen ist und den heiligen Georg mit dem Drachen zeigt, in eine Ädikula eingesetzt ist.
Man muss auch die rechte Fassade analysieren, die, neben einer Verlängerung zum Canal Grande mit einer kurzen Ziegelmauer, gekrönt von Zinnen und ausgestattet mit zwei einzelnen Dreipassfenstern, durch ein großes, originales Fenster im zweiten Obergeschoss charakterisiert ist, über dem sich eine Dachgaube mit Spitzbogen befindet.
Auch im Inneren wurden Materialien vom alten Gebäude und anderen Gebäuden wiederverwendet, wie die steinernen Dekorationen, Skulpturen und Säulen, die besonders alt sind. Man muss auf die Fresken und Mosaike aus dem 20. Jahrhundert hinweisen, die besonders Raffaele Mainella zu verdanken sind.